# Mimetism

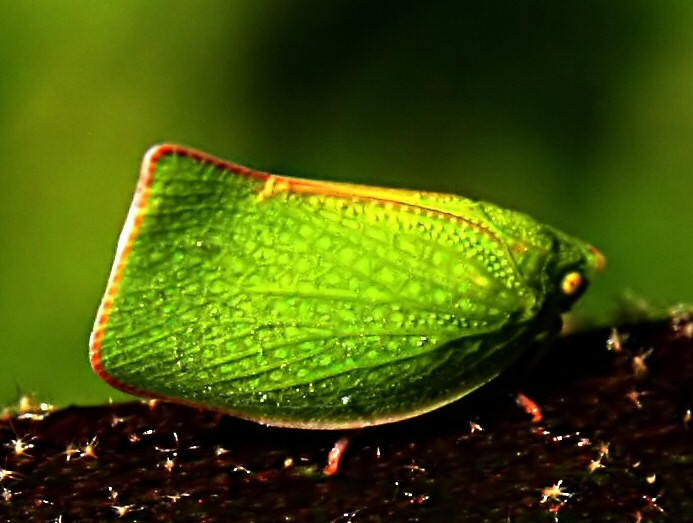
O specie din taxonul Fulgoroidea se folosește de mimetism pentru a imita o frunză

Mimetismul este proprietatea unor specii de animale sau plante de a se identifica cu mediul în care trăiesc (forma corpului, colorit) sau cu alte specii care dispun de mijloace de apărare (comportare, colorit).  De exemplu:
- călugărița-de-Malaiezia, fiind o ființă ce consumă insecte polenizatoare (albine, viespi, bondari), ea mimează aspectul unei flori. Aspectul ei exterior, uimitor de asemănător cu floarea de orhidee, face ca insectele polenizatoare sa se așeze pe ea. În felul acesta, ele nimeresc în maxilarele călugăriței.
- fluturele-sfredelitor, datorită asemănării sale cu viespea otrăvitoare, nu este atacat niciodată de prădătorii săi-păsările insectivore.